# Robin Corsiglia
Robin Marie Corsiglia także Robin Scholefield (ur. 12 sierpnia 1962 w Kirkland) – kanadyjska pływaczka, brązowa medalistka olimpijska z Montrealu.
Zawody w 1976 były jej jedynymi igrzyskami olimpijskimi. Zdobyła brąz w sztafecie 4 × 100 metrów stylem zmiennym. Wywalczyła złoty medal Igrzyska Wspólnoty Narodów w 1978, zwyciężając na 100 metrów stylem klasycznym.